# Koleje wąskotorowe na Łotwie
Koleje wąskotorowe na Łotwie – sieć wąskotorowych linii kolejowych na terenie Łotwy została zbudowana po I wojnie światowej. Ze względu na różnorodność taboru kolejowego (lokomotywy były produkcji rosyjskiej, polskiej, niemieckiej, łotewskiej i brytyjskiej) sieć kolejowa Łotwy miała aż pięć różnych szerokości torów. Rozstaw torów wynosił od 0,6 do 1,5 metra. W 1935 roku z całkowitej długości sieci kolejowej 3100 kilometrów 177 kilometry stanowiły linie wąskotorowe.

## Lista kolei wąskotorowych
| Nazwa obecna                  | Stan      | Rozstaw (mm) | Otwarcie | Likwidacja | Długość czynnego odcinka (km) |
| ----------------------------- | --------- | ------------ | -------- | ---------- | ----------------------------- |
| Valka–Rūjiena–Mõisaküla–Pärnu | nieczynna | 750          |          |            |                               |
| Liepāja–Alsunga               | nieczynna | 750          | 1932     |            | 67                            |
| Liepāja–Rucava                | nieczynna | 750          |          |            | 52                            |
| Liepāja–Aizpute               | nieczynna | 750          |          |            | 48                            |
| Gulbene–Alūksne               | czynna    | 750          |          |            | 33                            |
| Pāle–Staicele                 | nieczynna | 750          | 1927     |            | 16                            |
| Puikule–Aloja                 | nieczynna | 750          |          |            | 12                            |
| Riisselja–Ainaži,             | nieczynna | 750          |          | 1975       | 76                            |
| Valmiera–Smiltene             | nieczynna | 750          |          | 1969       | 32                            |
| Valmiera–Ainaži               | nieczynna | 750          |          | 1979       | 83                            |

## Galeria

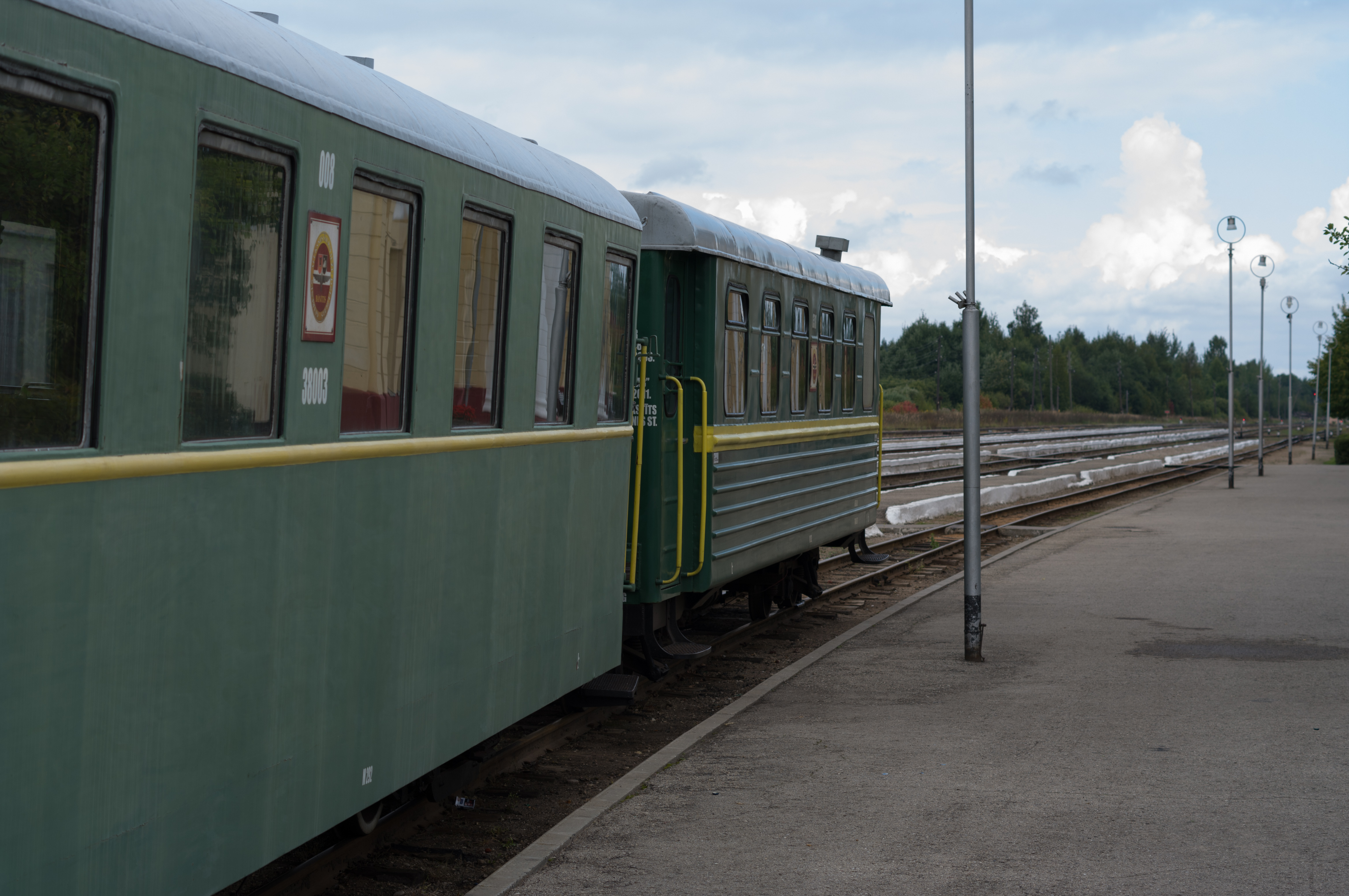
Stacja linii Gulbene – Alūksne
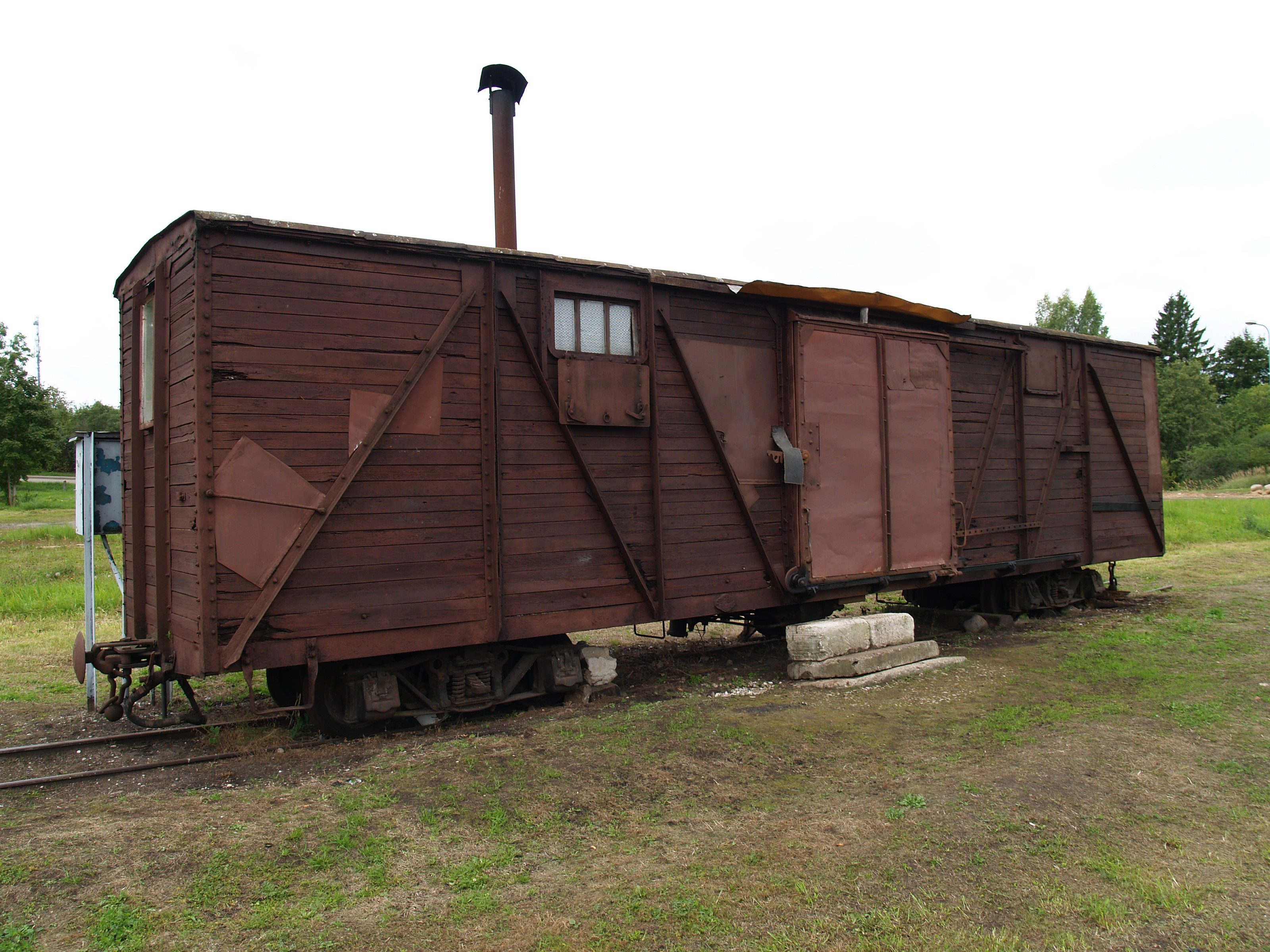
Wagon kolei wąskotorowej
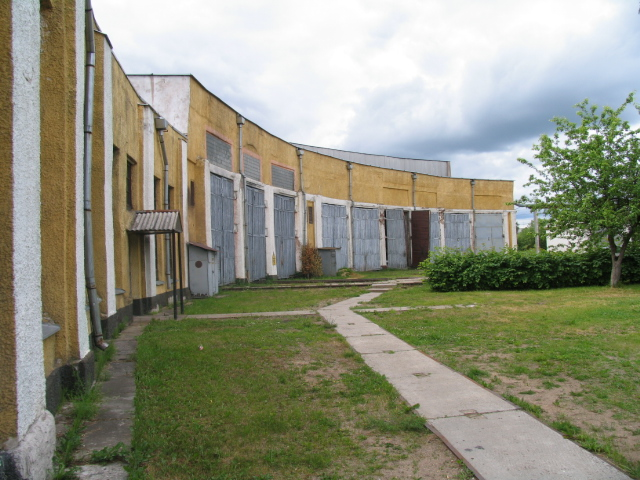
Budynek parowozowni